# Младен Рамляк
Младен Рамляк (сербохорв. Mladen Ramljak, 1 липня 1945, Загреб — 13 вересня 1978, Новска) — югославський футболіст, що грав на позиції захисника.
Значну частину кар'єри провів у клубі «Динамо» (Загреб), з яким став триразовим володарем Кубка Югославії та переможцем Кубка ярмарків. Згодом відправився до Нідерландів і у складі «Феєнорда» став чемпіоном Нідерландів та володарем Кубка УЄФА. Також грав за національну збірну Югославії, з якою став віце-чемпіоном Європи 1968 року.

## Клубна кар'єра
У дорослому футболі дебютував 1962 року виступами за команду «Динамо» (Загреб), в якій провів одинадцять сезонів, взявши участь у 265 матчах чемпіонату. Більшість часу, проведеного у складі загребського «Динамо», був основним гравцем захисту команди. Рамляк грав там до 1973 року, і з командою він виграв Кубок ярмарків 1967 року, обігравши у фіналі за сумою двох матчів проти «Лідс Юнайтед» після перемоги на «Максимирі» з рахунком 2:0 і нічиєї на «Елленд Роуд» (0:0). Крім того, разом з командою йому вдалося виграти Кубок Югославії в 1963, 1965 і 1969 роках. Всього Рамляк зіграв в 523 офіційних іграх за загребське «Динамо».
В кінці 1973 року Рамляк перейшов у нідерландський «Феєнорд» і зіграв свій дебютний матч за клуб проти «НАК Бреди» 23 грудня 1973 року (3:1). З «Феєнордом» Рамляк виграв Кубок УЄФА, обігравши у фіналі 29 травня 1974 року «Тоттенгем Готспур» з рахунком 2:0 у матчі-відповіді в Роттердамі (виїзний матч завершився з рахунком 2:2). Всього югослав відіграв за команду з Роттердама три сезони своєї ігрової кар'єри. Граючи у складі «Феєнорда» також здебільшого виходив на поле в основному складі команди і провів свою останню гру за клуб проти «НАК Бреди» 1 травня 1977 року (1:1).
Надалі Рамляк перейшов у АЗ, але так і не зіграв за алкмарців жодної гри через травму.

## Виступи за збірну
Рамляк провів п'ять матчів за юніорську збірну Югославії (1962—1964), один раз за молодіжну збірну (1964), один раз за резервну збірну (1964).
8 травня 1966 року дебютував в офіційних іграх у складі національної збірної Югославії у товариському матчі проти збірної Угорщини (2:0).
У складі збірної був учасником чемпіонату Європи 1968 року в Італії, де разом з командою здобув «срібло», але на поле не виходив.
Останній раз він грав за збірну 13 травня 1972 року в матчі проти СРСР (0:3) в Москві. Загалом протягом кар'єри в національній команді, яка тривала 7 років, провів у її формі 13 матчів.

## Титули і досягнення
- Володар Кубка Югославії (3):

«Динамо» (Загреб): 1962/63, 1964/65, 1968/69
- Чемпіон Нідерландів (1):

«Феєнорд»: 1973/74
- Володар Кубка Нідерландів (1):

АЗ: 1977/78
- Володар Кубка ярмарків (1):

«Динамо» (Загреб): 1966/67
- Володар Кубка УЄФА (1):

«Феєнорд»: 1973/74

## Смерть
Трагічно помер 13 вересня 1978 року у віці 33 років, загинувши в дорожньо-транспортній пригоді восени 1978 року на трасі біля села Новска у рідній Хорватії. У пам'ять про свого багаторічного гравця основної команди «Динамо» з 2003 року організовує меморіальний турнір Младена Рамляка, в якому щороку беруть участь юніорські команди відомих європейських клубів.